# Concórdia do Pará
Concórdia do Pará är en kommun i Brasilien.   Den ligger i delstaten Pará, i den nordöstra delen av landet, 1 500 km norr om huvudstaden Brasília. Antalet invånare är 28 221.
I omgivningarna runt Concórdia do Pará växer i huvudsak städsegrön lövskog. Runt Concórdia do Pará är det ganska glesbefolkat, med 35 invånare per kvadratkilometer.